# Застава Жилина
«Застава Жилина» — российский телевизионный сериал в жанре военной драмы. Премьера состоялась в 2008 году. Телесериал стал дебютом кинорежиссёра Василия Пичула в многосерийном формате.

## Сюжет
Действие фильма происходит незадолго до начала Великой Отечественной войны.
1941 год. Студент Павел Жилин, влюбляется в свою соседку по коммунальной квартире — Лизу Савину. Но любовь его без взаимности. За драку с женихом Лизы — лейтенантом ВВС РККА — молодому человеку грозит от 5 лет лагерей. Павла спасает военком, убеждая его бросить учёбу в институте, отказаться от брони и пойти в армию. Его приписывают в погранвойска НКВД.
Отряд, где служит Жилин, направляется в то самое место, где оказалась Лиза Ананьева (Савина) со своим мужем — лётчиком Александром Ананьевым: они распределены в тот же гарнизон, что и Павел Жилин в Западной Белоруссии.
Во время службы на заставе судьба сводит Павла с польской девушкой Эльжбетой, которая влюбляется в него.
В это время начинается война. Эльжбету и двоих детей из её деревни спасают пограничники и успевают отправить их в тыл. В ходе первых же боев отряд Жилина и гарнизон Ананьева под Кобрином практически полностью погибают. Тем не менее, Жилину удаётся какое-то время эффективно противостоять отдельным немецким частям практически в одиночку, а Ананьев умудряется сделать несколько успешных вылетов. На этом боевые успехи обоих заканчиваются.
Оба попадают в плен и оказываются в одном лагере для военнопленных. Через много месяцев Жилину удаётся бежать. Он пересекает линию фронта и оказывается у своих. Но ему придётся пройти все круги ада того времени: проверки, допросы, пребывание в фильтрационном лагере. В итоге его реабилитируют, дают погоны лейтенанта войск НКВД и новое назначение на Западный фронт. в погранвойска НКВД по охране тыла. Он находит Эльжбету, женится на ней и усыновляет её детей. До конца войны он участвует в ликвидациях банд и установлении порядка в приграничных районах. Во время одной из таких операций получает тяжёлое ранение и попадает в госпиталь, где встречается с Ананьевым. Александр, ставший инвалидом, пытается разыскать Лизу, рассылая запросы по инстанциям — ему необходимо оформить развод для вступления в новый брак. Он передает Жилину координаты найденной Лизы, на Дальнем Востоке.
Через какое-то время от рук зелёных братьев погибает Эльжбета. Жилин, устроив детей в музыкальное училище, отправляется на Дальний Восток на поиски Лизы.
Он находит Лизу в ссылке, в бараке среди уголовников, на последнем месяце беременности.

## Создание сериала
Большая часть съёмок производилась в белорусских городах Бресте, Гродно, Борисове. Соляные шахты Саксонии были воссозданы в шахтёрском городке Солигорск Минской области, натурные сцены в Германии сняты в Чехии, а все павильонные съёмки — в Москве. Под руководством художника-постановщика Юрия Устинова была сооружена пограничная застава, которая в ходе съёмок была полностью уничтожена.

## Оценки
Художник-постановщик Юрий Устинов за работу над этим фильмом получил премию «ТЭФИ» 2009 года, финалистами этой премии были также сценарист и звукорежиссёр картины. Премьерный показ телесериала на Первом канале был самым популярным телепроектом недели. Фильм вызвал ожесточённые споры среди зрителей, предметом которых была его правдивость и обоснованность авторского подхода к изображению истории начала Великой Отечественной войны.

## В главных ролях
- Александр Лымарев — Павел Юрьевич Жилин
- Екатерина Вилкова — Елизавета Сергеевна Савина
- Иван Стебунов — лейтенант Александр Петрович Ананьев, лётчик
- Екатерина Маликова — Эльжбетта Леховна Поплавская
- Даниил Спиваковский — политрук Владимир Амбросимов
- Марина Яковлева — мать Лизы Савиной
- Мария Звонарёва — Антонина Васильевна, мать Павла
- Михаил Тарабукин — Николай Мамонтов
- Артём Гайдуков — Сергей Копцов
- Шамиль Хаматов — Фёдор Буров, в прошлом тракторист
- Антон Ескин — Никита Мельников
- Анатолий Белый — Терейкин, старший лейтенант заставы
- Михаил Горский — старшина Иванов
- Евгений Пронин — Константин Соловьёв, старший лейтенант, лётчик
- Пётр Меркурьев — Иван Герасимович, сосед Жилиных по квартире
- Александр Лазарев — нарком Берия
- Григорий Пичул — Януш, подросток
- Кирилл Кяро — майор Геннадий Ершов
- Сергей Юшкевич — комбат
- Виталий Абдулов — капитан Зуров
- Виктор Павлюченков — Трушкевич
- Эдуард Федашко — заключённый Коля
- Святослав Астрамович — Лапин, капитан авиации погранвойск
- Иван Мацкевич — Иван Сергеевич
- Александр Брухацкий — Михалыч, авиатехник

## Съёмочная группа
- Режиссёр — Василий Пичул
- Сценарист — Ариф Алиев
- Оператор — Вадим Алисов
- Композитор — Алексей Шелыгин
- Художник — Юрий Устинов

Производство: киностудия «Элегия» под патронажем «Мосфильма» на технической базе «Беларусьфильма», 2008 год